# Laboratoire d'études prospectives et d'analyses cartographiques
Le Laboratoire d'études prospectives et d'analyses cartographiques (Lépac, LÉPAC ou LEPAC) est un laboratoire de recherche fondé par Virginie Raisson, Jean-Christophe Victor et Laurence Capitaine en 1992. Privé et indépendant, il conjugue les apports de plusieurs disciplines : science politique, géographie, histoire, économie, ethnologie, cartographie et prospective. Depuis 1990, c'est dans son cadre que sont préparées les émissions de télévision Le Dessous des cartes, sur La Sept puis sur Arte.
La société est dissoute le 27 janvier 2023.

## Activités
Animé par un groupe d'analystes des relations internationales, la vocation première du LEPAC est la recherche appliquée. C'est ainsi que les analyses et les textes du Dessous des cartes sont directement issus des recherches du LEPAC comme les deux livres qui en ont développé successivement les meilleures pages.
De plus, le LEPAC fournit des expertises et des analyses politiques aidant à la décision de nombreux établissements publics et collectivités territoriales, des organisations internationales et des entreprises comme Euro Méditerranée et le Port de Marseille, Médecins sans frontières, la Cité des sciences. Enfin, les chercheurs du LEPAC assurent des conférences et des enseignements en géopolitique auprès, notamment  de l'École de guerre, du Groupe Colas et de bien d'autres groupes et organisations.